# Sannio rosso novello
Il Sannio rosso novello è un vino DOC la cui produzione è consentita nella provincia di Benevento.

## Caratteristiche organolettiche
- colore: rubino più o meno intenso
- odore: vinoso, gradevole
- sapore: secco, giustamente tannico, a volte vivace, morbido e/o amabile

## Produzione
Provincia, stagione, volume in ettolitri
- nessun dato disponibile